# نارسس (ژنرال موریس)
نارسس یک ژنرال بیزانسی از اقوام ارمنی بود که در اواخر دوره‌های امپراتور موریس و فوکاس در اواخر قرن ششم و اوایل قرن هفتم میلادی فعالیت می‌کرد. او فرمانده ارتش میان‌رودان تحت امر موریس بود. همراه با خسرو دوم، در برابر بهرام چوبین جنگید. وقتی فوکاس موریس را سرنگون کرد و تاج و تخت را تسخیر کرد، نارسس از تأیید او خودداری کرد. وی از خسروپرویز درخواست کمک کرد و توسط نیروهای ساسانی نجات یافت. او با امان یافتن توسط فوکاس و درخواستش مبنی بر واسطه قرار دادن او برای صلح با ایرانیان به کنستانتینوپل رفت ولی در آنجا دستگیر شد و به دستور فوکاس زنده در آتش سوزانده شد.